# Tom Regan
Tom Regan (Pittsburgh, Pensilvania; 28 de noviembre de 1938-Raleigh, Carolina del Norte; 17 de febrero de 2017) fue un filósofo estadounidense especializado en teoría de derechos de los animales. Profesor emérito de filosofía en la Universidad Estatal de Carolina del Norte, donde enseñó desde 1967 hasta su retiro en 2001.
Regan fue autor de cuatro libros sobre la filosofía de los derechos de los animales, incluyendo The Case for Animal Rights, cuyos  estudios han influido en el moderno movimiento de liberación animal. En estos, afirma que los animales no humanos son lo que él llama «sujetos-de-una-vida», al igual que los seres humanos, y que, si queremos atribuir valor a todos los seres humanos, independientemente de su capacidad de ser seres racionales, a continuación, con el fin de ser coherentes, hay que atribuírselo igualmente a los no humanos.

## Trasfondo
Regan se graduó de la Thiel College en 1960, recibiendo su maestría en 1962 y su doctorado en la Universidad de Virginia el año 1966. Enseñó filosofía en la Universidad Estatal de Carolina del Norte, desde 1967 hasta 2001.

## Derechos de los animales
En The Case for Animal Rights, Regan argumenta que los animales no humanos son objeto de derechos morales. Su filosofía se encuentra en general dentro de la tradición de Immanuel Kant, si bien él rechaza la idea de Kant de que el respeto se debe solo a los seres racionales. Regan argumenta que sistemáticamente atribuimos valor intrínseco y, por lo tanto, el derecho a ser tratados con respeto a los seres humanos que no son racionales, incluyendo a los bebés y a aquellos que sufren discapacidades mentales graves.
Según Regan, el atributo moral crucial que todos los humanos tienen en común es que cada uno es un sujeto de una vida (a subject of a life): «Un sujeto de una vida es un alguien, no un algo, es un ser al cual su vida le importa, incluso si no le importa a nadie más». Es decir, se trata de un ser que tiene las capacidades mentales o cognitivas necesarias para entender que su vida tiene valor, independientemente de si no lo tiene para otros seres. Esta es, según Regan, la base para atribuir valor inherente a un ser individual. Todo sujeto de una vida merece respeto y posee un valor intrínseco. 
Dado que el criterio de Regan para ser sujeto de una vida no está basado en una diferencia de especie, esto puede incluir también a otros animales con las capacidades suficientes para serlo. Regan defiende que los mamíferos de más de dos años, así como las aves e incluso los cefalópodos y algunas especies de peces, podrían caer bajo esta categoría, si bien está dispuesto a aceptar los casos menos controversiales. Lo importante es que estos seres, según Regan, no pueden ser tratados simplemente como un medio para los fines de otros y, por lo tanto, deben gozar de ciertos derechos dirigidos a proteger su vida, su salud, su bienestar, su libertad y otras características derivadas de dicho valor inherente.

## Obra
- All That Dwell Therein: Essays on Animal Rights and Environmental Ethics (1982)
- The Case for Animal Rights, University of California Press (1983, 1985, 2004). Traducción: En defensa de los derechos de los animales, trad. Ana Tamarit, FCE-UNAM, México (2016). ISBN 9786071637451.
- Animal Sacrifices: Religious Perspectives on the Use of Animals in Science (1986)
- Empty Cages: Facing the Challenge of Animal Rights, publicado por Rowman y Littlefield, Lanham, Maryland, (2004). ISBN 0-7425-3352-2, 229 páginas. Traducción: Jaulas Vacías. El Desafío de los Derechos de los Animales, publicado por Fundación Altarriba, Barcelona, (2006). ISBN 84-611-0672-5 ISBN 978-84-611-0672-1.
- Defending Animal Rights, University of Illinois Press (2001). ISBN 0-252-02611-X.
- Die Tierrechtsdebatte. Interdisziplinäre Arbeitsgemeinschaft Tierethik (Hrsg.). Tierrechte - Eine interdisziplinäre Herausforderung. Erlangen 2007. ISBN 978-3-89131-417-3

## Muerte
Regan falleció en su casa en la localidad de Raleigh, en el estado de Carolina del Norte, a la edad de 78 años, debido a una neumonía que lo aquejaba, según lo comunicó Marion Cox Bolz como portavoz de la familia.